# (3239) Meizhou
(3239) Meizhou est un astéroïde de la ceinture principale.

## Description
(3239) Meizhou est un astéroïde de la ceinture principale. Il fut découvert le 29 octobre 1978 à Nanking par l'observatoire de la Montagne Pourpre. Il présente une orbite caractérisée par un demi-grand axe de 2,19 UA, une excentricité de 0,22 et une inclinaison de 3,0° par rapport à l'écliptique.

## Compléments